# Зеда Луха
Зеда Луха (груз. ზედა ლუჰა) — село в Грузії.
За даними перепису населення 2014 року в селі проживає 34 особи.